# Wave (Marvel Comics)
Wave ou Onda é uma heroína e agente com poderes de água da Marvel Comics. Seu alter-ego é Pearl Pangan, foi criada por Leinil Francis Yu e Greg Pak.

## Biografia

### Criação
O escritor americano Greg Pak revelou no Twitter a misteriosa e nova heroína filipina da Marvel para estrear em War of the Realms, como membro dos Novos Agentes do Atlas, ela foi desenhada Leinil Yu. “Wave,” Foi  herói revelada na conferência do Sul pelo Sudoeste (SXSW) em Austin, Texas, é co-criado e projetado por Yu, e colorido por Sunny gho. Embora eu forneci seu olhar visual, suas características centrais já foram concebidas no texto por Greg Pak, o escritor conhecido por trazer heróis asiáticos para a vanguarda, Ele disse que seu a Wave as suas barbatanas, a espada, o equipamento de cabeça e o olhar de tecnologia, ” Leinil Yu disse a Boa heroína para representar as Filipinas.

### Historia
Pearl Pangan é uma agente da Divisão Triumph que ultrapassou a sua jurisdição Indo para o norte do Pacífico, porque sentiu que havia algo de errado com a água local, ela sem demora foi investigar, isso acabou em um confronto contra uma agente do governo de Shang hai chamada aero,que também tinha notado um grande disturbio nos ventos daquele local, Durante o confronto das duas, um redemoinho acabou se formando na frente delas, ambas ficaram muito intrigada com aquilo, sobre o quer ou quem poderia ter feito aquele fenômeno, enquanto Elas verificavam uma grande faixa de fogo subiu do oceano, eram  criaturas de fogos de Muspelheim que buscavam conquistar o local,Durante o ocorrido tanto Aero com Wave Tinham sido contactadas por seus superiores que outros locais também estavam sobre ataque dessas criaturas de fogo, no momento em que ambas buscam respostas das criaturas de fogo uma deusa a chamada tulu pele acaba matando as tais criaturas.

## Poderes e Habilidades
Além da sua hidrocinese que é a capacidade de manipular e produzir agua, ela possuir duas espadas super poderosas que a ajuda bastante em combate.

## Outras mídias

### Televisão
Pearl Pangan aparece em Your Friendly Neighborhood Spider-Man, com a voz de Cathy Ang. Esta versão é uma aluna da Rockford T. Bales High School e ex-namorada de Lonnie Lincoln.

### Vídeo games
- Wave aparece como um personagem jogável desbloqueável em Marvel Future Fight.
- Wave aparece em Marvel Duel.
- Wave aparece como um personagem jogável desbloqueável em  Marvel Super War.
- Wave aparece em Marvel Snap.